# Nicolai Reimer Rump
Nicolai Reimer Rump (26. juni 1834 i Hillerød – 16. august 1900 i Vallø) var en dansk justitsminister og amtmand, broder til maleren Godtfred Rump.
Han blev student 1852 fra Frederiksborg lærde Skole og tog 1859 juridisk embedseksamen. Den slesvigske embedsbane drog ham nu til sig; han blev kort efter eksamen ansat i det slesvigske ministerium og tog 1861 slesvigsk juridisk eksamen. Efter afståelsen 1864 afskedigedes han imidlertid, levede et par år i København som søgt manuduktør og befordredes 1866 til sorenskriver på Færøerne. 5 år senere forflyttedes han til byfogedembedet i Korsør, hvor han tilbragte 16 indholdsrige år, påskønnet som embedsmand og som menneske, virksom for retsplejens og de borgerlige interessers fremme, forrest i beboernes livlige konservative politik, altid rede til at optage en kamp med kredsens Folketingsmand Tauber. 1878 valgtes han som en af repræsentanterne for 3. Kreds ind i Landstinget. 1887 udnævntes Rump til amtmand over Hjørring Amt. Han, der trods sit udprægede Højrestandpunkt og vendelboernes faste Venstrestade hurtig kom i et godt forhold til sit amtsråd, udrettede i denne embedsvirksomhed ikke lidet, navnlig til fremme af sygehussagen og amtets jernbaneinteresser (Nørresundby-Frederikshavn og Nørresundby-Fjerritslev Banen).
I nær forbindelse med disse hovedretninger i hans embedsvirksomhed stod også hans landstingsgerning. Det var her fortrinsvis jernbanesager og sager vedrørende sundhedsvæsenet, der kaldte ham frem, og han blev efterhånden ordfører for en række lovforslag under disse grupper. Også i så vigtige sager som strandingsloven og de fleste af de provisoriske love fra firsernes midte var han ordfører, i færøske sager var han en selvskreven ordfører, og han, der i 1894 afløste Ernst Emil Rosenørn som kongevalgt Landstingsmand, regnedes efterhånden til de kyndigste, arbejdsomste og sikreste Landstingsmedlemmer. Et med Rigsdagsvirksomheden beslægtet hverv udførte han som formand for den i 1894 nedsatte kommission om apotekervæsenet, hvis frugt var loven af 10. april 1895 om afgift af personlige apotekerbevillinger.
Efter den position, Rump således havde erhvervet sig i det offentlige liv, var han naturlig blandt dem, tanken henvendtes på, da Johannes Nellemann 1896 trak sig ud af Ministeriet Reedtz-Thott, og fra 13. juni 1896 til 28. august 1899 var Rump justitsminister og minister for Island, der skinnede ikke nogen lykkelig stjerne over Rumps ministertid. Utaknemmeligt, som det på forhånd var, at tage gerningen op efter en så overlegen personlighed som Nellemann, blev opgaven yderligere vanskeliggjort ved den udvikling, som den almindelige politiske situation snart tog, og ved den misstemning, som Rump ved sin fremskudte stilling i den politiske kamptid havde pådraget sig fra oppositionens side. Der gennemførtes vel på det justitsministerielle område enkelte love af betydning, således loven af 23. april 1897 om checks, lovene af 11. maj samme år om vold mod sagesløs person og om tuberkulose, af 18. december samme år om retternes medvirkning til optagelse af bevis i udlandet og af 7. april 1899 om ægtefællers formueforhold; men i det hele stødte Rumps bestræbelser på en modstand i og uden for Rigsdagen, hvis bitterhed og stundom ligefrem fjendske karakter ganske sikkert for en upartisk bedømmelse vil vise sig at savne tilstrækkelig grund i hans handlemåde og personlighed. I den senere tid af sin ministervirksomhed havde han tilmed båret på spiren til en alvorlig sygdom, der i sommeren 1899 brød ud.
Efter sin afgang som minister udnævntes Rump til amtmand over Holbæk Amt, men måtte på grund af svagelighed tage sin afsked allerede fra 1. august 1900. Få dage efter, 16. august, døde han. I 1898 blev han Kommandør af Dannebrog af 2. Grad, 1900 af 1. Grad. 1860 havde Rump ægtet Helene Sophie Olrik (1830-1899), datter af provst og sognepræst Christian Magnus Olrik og Elisabeth f. Fenger.